# Giuseppe Venceslao di Fürstenberg
Giuseppe Venceslao di Fürstenberg-Stühlingen (Praga, 21 marzo 1728 – Donaueschingen, 2 giugno 1783) fu principe di Fürstenberg dal 1762 fino alla sua morte.

## Biografia

### Infanzia ed educazione
Giuseppe Venceslao era il figlio primogenito del principe Giuseppe di Fürstenberg e di sua moglie, la contessa Maria Anna di Waldstein.
Compì i suoi primi studi presso le università di Strasburgo e Lipsia

### Matrimonio
Giuseppe Venceslao sposò il 9 giugno 1748 la contessa Maria Giuseppa di Waldburg-Scheer-Trauchburg, figlia del conte Hans Ernst von Waldburg-Scheer-Trauchburg, dalla quale ebbe sette figli.

### Principe di Fürstenberg-Fürstenberg
Ottenuta la guida del principato di famiglia alla morte di suo padre nel 1762, cercò di introdurre da subito una riforma dell'istruzione nei suoi domini. La nuova metodologia di insegnamento era basata su quella della scuola austriaca. La gestione della scuola a Donaueschingen venne affidata in un primo momento ai gesuiti per poi venire concentrata nelle mani del benedettino Franz Uebelacker.
Interessatosi di storia, parallelamente il principe Giuseppe Venceslao predispose l'archivio storico della casata dei Fürstenberg che ancora oggi sopravvive.
A Hüfingen fece costruire un penitenziario ma promosse importanti riforme in campo commerciale, promuovendo l'industria dell'orologeria e costituì la prima assicurazione contro gli incendi nel 1777. Nel 1766 divenne presidente del Consiglio Svevo e dal 1775 venne nominato dall'Imperatore al grado di maggiore generale dell'esercito.

## Discendenza
Il principe Giuseppe Venceslao e la contessa Maria Giuseppa di Waldburg-Scheer-Trauchburg ebbero sette figli:
- Giuseppe Maria Benedetto, III principe di Fürstenberg;
- Carlo Gioacchino;
- Giovanni Nepomuceno Giuseppe (25 luglio 1755 - 6 ottobre 1755);
- Giuseppa Maria Giovanna (14 novembre 1756 - 2 ottobre 1809), sposò Filippo Maria di Fürstenberg-Křivoklát;
- Anna Maria Giuseppa (4 aprile 1759 - 26 giugno 1759);
- Carlo Alessandro (11 settembre 1760 - 19 febbraio 1761);
- Carlo Egon (5 giugno 1762 - 20 febbraio 1771).

## Amante della musica
Giuseppe Venceslao era un grande amante della musica e si dilettava a suonare il violoncello. Nel 1762 iniziò a costituire un'orchestra di corte, fatto che portò un certo numero di musicisti stranieri alla sua corte a Donaueschingen. Tra gli altri, nel 1783 assunse Franz Christoph Neubauer come direttore della sua orchestra e nell'ottobre del 1766 tenne Leopold Mozart e suo figlio Wolfgang Amadeus due settimane come suoi ospiti a Donaueschingen.